# Травалли, Бубакарр
Стив Бубакарр Травалли (англ. Steve Bubacarr Trawally; род. 10 ноября 1994, Серекунда) — гамбийский футболист, нападающий клуба «Хаммарбю» и национальной сборной Гамбии.

## Клубная карьера
На родине выступал за «Реал де Банжул». В 2014 году вместе с клубом выиграл чемпионат Гамбии. Травалли забил 12 мячей и стал лучшим бомбардиром. В январе 2015 года перешёл в китайский «Чжэцзян Гринтаун», где сразу был отдан в аренду в «Яньбянь Чанбайху». В первом сезоне забил 17 матчей в 26 играх, чем помог своей команде выйти в Суперлигу. По окончании аренды перешёл в клуб на постоянной основе, подписав с командой полноценный контракт. 11 марта 2016 года дебютировал в чемпионате Китая в гостевом поединке с «Цзянсу», выйдя на замену на 88-й минуте вместо Николы Петковича. В январе 2018 года перешёл в датский «Вайле», откуда на правах аренды вернулся в Китай, присоединившись к «Гуйчжоу Хэнфэн».
В феврале 2019 года перешёл в саудовский «Аш-Шабаб» из Эр-Рияда. 15 марта того же года дебютировал в Про-лиге в игре против «Аль-Иттифака». На 23-й минуте встречи забил гол. В сентябре на правах аренды перешёл в эмиратский «Аджман».
31 марта 2022 года перешёл в шведский «Хаммарбю», подписав с клубом двухлетний контракт. Первую игру за клуб провёл 26 мая в финале кубка страны, появившись на поле на 83-й минуте вместо Виллиота Сведберга. Встреча завершилась нулевой ничьей. В серии послематчевых пенальти Травалли свою попытку реализовал, но соперник оказался точнее.

## Карьера в сборной
Выступал за юношескую сборную Гамбии. 6 сентября 2015 года дебютировал в составе национальной сборной Гамбии в отборочном матче Кубка африканских наций с Камеруном. В январе 2022 года был в составе сборной на континентальном первенстве, но участия в играх не принимал.

## Достижения
Реал де Банжул:
- Чемпион Гамбии (2): 2012, 2014

Хаммарбю:
- Финалист Кубка Швеции: 2021/2022

## Клубная статистика
| Выступление      | Выступление      | Выступление      | Лига | Лига | Кубки | Кубки | Конт. кубки | Конт. кубки | Итого | Итого |
| Клуб             | Лига             | Сезон            | Игры | Голы | Игры  | Голы  | Игры        | Голы        | Игры  | Голы  |
| ---------------- | ---------------- | ---------------- | ---- | ---- | ----- | ----- | ----------- | ----------- | ----- | ----- |
| Яньбянь Чанбайху | Первая лига      | 2015             | 26   | 17   | 0     | 0     | 0           | 0           | 26    | 17    |
| Яньбянь Чанбайху | Итого            | Итого            | 26   | 17   | 0     | 0     | 0           | 0           | 26    | 17    |
| Яньбянь Фудэ     | Суперлига        | 2016             | 26   | 8    | 0     | 0     | 0           | 0           | 26    | 8     |
| Яньбянь Фудэ     | Суперлига        | 2017             | 28   | 18   | 0     | 0     | 0           | 0           | 28    | 18    |
| Яньбянь Фудэ     | Итого            | Итого            | 54   | 26   | 0     | 0     | 0           | 0           | 54    | 26    |
| Гуйчжоу Хэнфэн   | Суперлига        | 2018             | 29   | 11   | 2     | 0     | 0           | 0           | 31    | 11    |
| Гуйчжоу Хэнфэн   | Итого            | Итого            | 29   | 11   | 2     | 0     | 0           | 0           | 31    | 11    |
| Аш-Шабаб         | Про-лига         | 2018/19          | 11   | 3    | 0     | 0     | 0           | 0           | 11    | 3     |
| Аш-Шабаб         | Итого            | Итого            | 11   | 3    | 0     | 0     | 0           | 0           | 11    | 3     |
| Аджман           | Про-лига         | 2019/20          | 16   | 7    | 1     | 0     | 0           | 0           | 17    | 7     |
| Аджман           | Про-лига         | 2020/21          | 24   | 7    | 0     | 0     | 0           | 0           | 24    | 7     |
| Аджман           | Про-лига         | 2021/22          | 17   | 6    | 3     | 1     | 0           | 0           | 20    | 7     |
| Аджман           | Итого            | Итого            | 57   | 20   | 4     | 1     | 0           | 0           | 61    | 21    |
| Хаммарбю         | Алльсвенскан     | 2022             | 2    | 1    | 1     | 0     | 0           | 0           | 3     | 1     |
| Хаммарбю         | Итого            | Итого            | 2    | 1    | 1     | 0     | 0           | 0           | 3     | 1     |
| Всего за карьеру | Всего за карьеру | Всего за карьеру | 179  | 148  | 7     | 1     | 0           | 0           | 186   | 149   |

## Статистика в сборной
| Матчи и голы Бубакарра Травалли за национальную сборную Гамбии | Матчи и голы Бубакарра Травалли за национальную сборную Гамбии | Матчи и голы Бубакарра Травалли за национальную сборную Гамбии | Матчи и голы Бубакарра Травалли за национальную сборную Гамбии | Матчи и голы Бубакарра Травалли за национальную сборную Гамбии | Матчи и голы Бубакарра Травалли за национальную сборную Гамбии |
| №                                                              | Дата                                                           | Оппонент                                                       | Счёт                                                           | Голы                                                           | Соревнование                                                   |
| -------------------------------------------------------------- | -------------------------------------------------------------- | -------------------------------------------------------------- | -------------------------------------------------------------- | -------------------------------------------------------------- | -------------------------------------------------------------- |
| 1                                                              | 6 сентября 2015                                                | Камерун                                                        | 0:1                                                            | 0                                                              | Отборочные матчи КАН-2017                                      |
| 2                                                              | 13 октября 2015                                                | Намибия                                                        | 1:2                                                            | 0                                                              | Отборочные матчи ЧМ-2018                                       |
| 3                                                              | 4 июня 2016                                                    | ЮАР                                                            | 0:4                                                            | 0                                                              | Отборочные матчи КАН-2017                                      |
| 4                                                              | 27 марта 2017                                                  | Сьерра-Леоне                                                   | 2:1                                                            | 0                                                              | Товарищеский матч                                              |
| 5                                                              | 11 июня 2017                                                   | Бенин                                                          | 0:1                                                            | 0                                                              | Отборочные матчи КАН-2019                                      |
| 6                                                              | 13 ноября 2019                                                 | Ангола                                                         | 3:1                                                            | 0                                                              | Отборочные матчи КАН-2021                                      |
| 7                                                              | 18 ноября 2019                                                 | ДР Конго                                                       | 2:2                                                            | 0                                                              | Отборочные матчи КАН-2021                                      |
| 8                                                              | 12 ноября 2020                                                 | Габон                                                          | 1:2                                                            | 0                                                              | Отборочные матчи КАН-2021                                      |
| 9                                                              | 16 ноября 2020                                                 | Габон                                                          | 2:1                                                            | 0                                                              | Отборочные матчи КАН-2021                                      |
| 10                                                             | 25 марта 2021                                                  | Ангола                                                         | 1:0                                                            | 0                                                              | Отборочные матчи КАН-2021                                      |
| 11                                                             | 29 марта 2021                                                  | ДР Конго                                                       | 0:1                                                            | 0                                                              | Отборочные матчи КАН-2021                                      |
| 12                                                             | 9 октября 2021                                                 | Сьерра-Леоне                                                   | 1:2                                                            | 0                                                              | Товарищеский матч                                              |
| 13                                                             | 12 октября 2021                                                | Южный Судан                                                    | 2:1                                                            | 0                                                              | Товарищеский матч                                              |
| 14                                                             | 16 ноября 2021                                                 | Новая Зеландия                                                 | 0:2                                                            | 0                                                              | Товарищеский матч                                              |
| 15                                                             | 23 марта 2022                                                  | Чад                                                            | 1:0                                                            | 1                                                              | Отборочные матчи КАН-2023                                      |
| 16                                                             | 29 марта 2022                                                  | Чад                                                            | 2:2                                                            | 0                                                              | Отборочные матчи КАН-2023                                      |

Итого:16 матчей и 1 гол; 6 побед, 2 ничьих, 8 поражений.

## Семья
Младший брат Фодей Травалли — профессиональный футболист.